# Chilenisch-osttimoresische Beziehungen
Die chilenisch-osttimoresischen Beziehungen beschreiben das zwischenstaatliche Verhältnis von Chile und Osttimor.

## Geschichte
Der ehemalige chilenische Diplomat Juan Federer engagierte sich nach seinem Dienst von Australien aus, zusammen mit seiner osttimoresischen Frau Maria do Céu für die Unabhängigkeit Osttimors von der indonesischen Besatzung.
Chile beteiligte sich mit Personal an der Übergangsverwaltung der Vereinten Nationen für Osttimor (UNTAET) und an der Unterstützungsmission der Vereinten Nationen in Osttimor (UNMISET). Für die Integrierte Mission der Vereinten Nationen in Timor-Leste (UNMIT) stellte Chile Finanzmittel zur Verfügung.
Die beiden Länder nahmen am 16. September 2002 diplomatische Beziehungen auf.

## Diplomatie

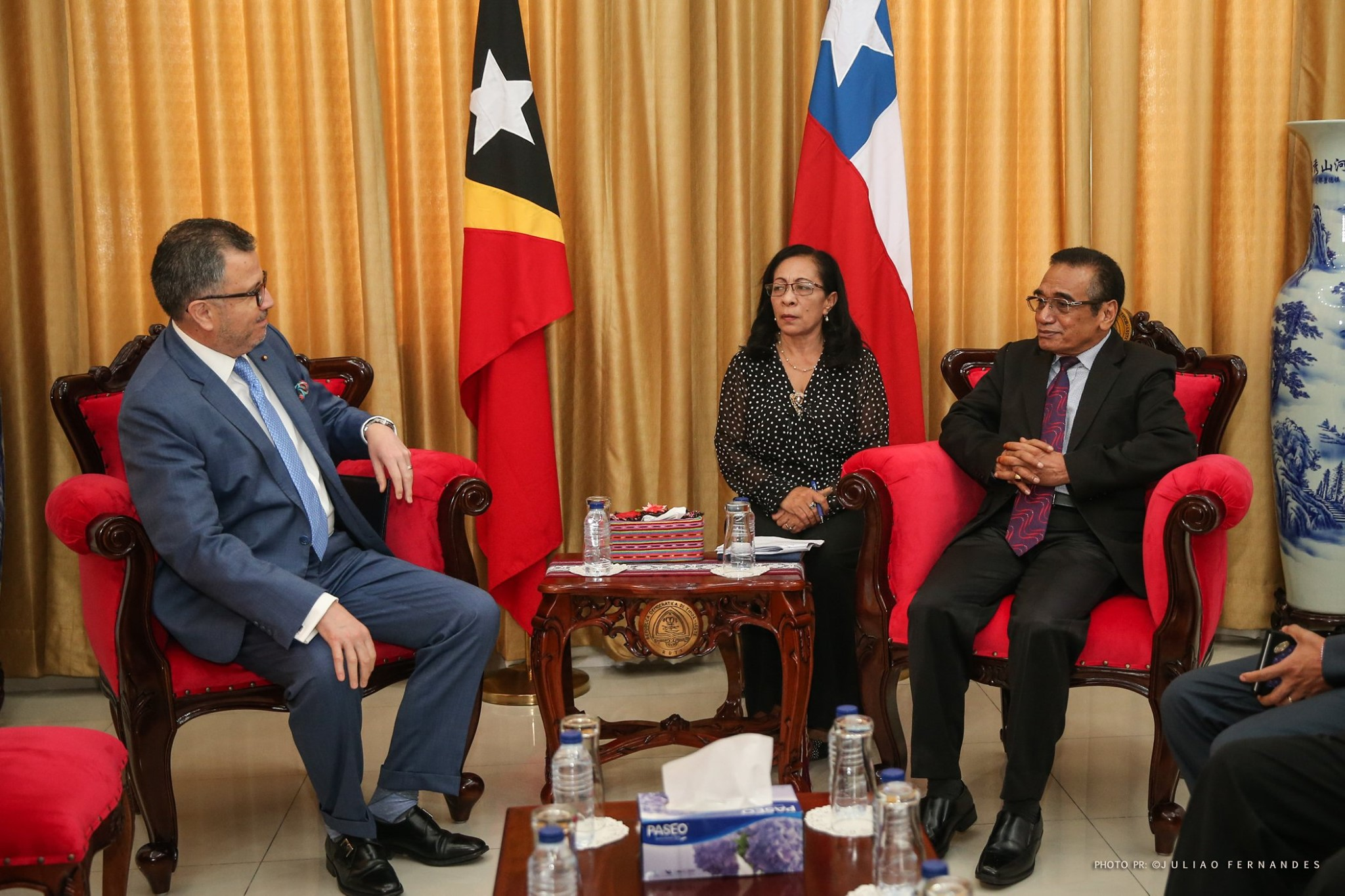
Chiles Botschafter Gustavo Ayares Ossandón bei Osttimors Präsident Francisco Guterres

Der chilenische Botschafter im indonesischen Jakarta hat eine Zweiakkreditierung für Osttimor.
Die Botschaft Osttimors in Jakarta ist für Kontakte zu Chile zuständig.

## Sport
Mehrere Chilenen waren und sind im osttimoresischen Fußball tätig. Zum Beispiel trainierte Simón Elissetche den Assalam FC (2016), Karketu Dili (2017) und die Osttimoresische Fußballnationalmannschaft (2017). Seit 2020 ist er der Trainer von FC Lalenok United. Antonio Vega spielte 2017 für Karketu Dili und Allan Manzo 2020 für FC Lalenok United.

## Einreisebestimmungen
Staatsbürger aus einem der beiden Länder benötigen für die Einreise in das andere Land jeweils ein Visum.

## Wirtschaft
Für 2018 gibt das Statistische Amt Osttimors keine Handelsbeziehungen zwischen Chile und Osttimor an.